# SN 2004ck
SN 2004ck – supernowa typu Ia odkryta 26 lutego 2004 roku w galaktyce M+02-26-33. W momencie odkrycia miała maksymalną jasność 19,80m.